# 等位基因
等位基因（allele）旧称對偶基因，是同源染色體内同一个基因座上的多种表现形式；其在细胞有絲分裂时的兩個染色體上的基因座是對應排列的，故细胞遺傳學裡稱其為等位。
在一個二倍體（每條染色體都有兩套）生物體裡，基因型是由基因座上的等位基因所決定。在人的一對同源染色體内，等位基因分别來自父辈和母辈的遺傳，其基因型决定了生物的表現型。生物的表現型由一对等位基因的其中一个决定的，稱為顯性基因；而由两个决定的，则称为隐性基因。例如等位基因的一个突變，可产生癌基因，而兩个的突變或丢失，則可導致腫瘤抑制基因，或抑制癌基因的突變。這些基因的改變是腫瘤發生的分子基礎。